# روشيتا إي كروس
روشيتا إي كروس، (بالإنجليزية: Rocchetta e Croce)‏، هي (بلدية) في مقاطعة كازيرتا في منطقة كامبانيا الإيطالية، وتقع على بعد حوالي 45 كم (28 ميل) شمال نابولي وحوالي 25 كم (16 ميل) شمال غرب كازيرتا.

## السكان
في سنة 1861 بلغ عدد السكان 774 نسمة، وتطور العدد ليصل في سنة 2011 لـ 463 نسمة.
يظهر هذا المخطط البياني تطور النمو السكاني لـ روشيتا إي كروس